# 中国共产党广州市委员会
中国共产党广州市委员会，简称（中共）广州市委，是中国共产党在广东省广州市的组织和领导机关，由中国共产党广州市代表大会选举产生。在代表大会闭会期间，执行中国共产党中央委员会、中共广东省委的指示和中国共产党广州市代表大会的决议，领导广州市的党务工作，并定期向中共广东省委报告工作。目前，中共广东省委常委郭永航兼任该委员会书记，孙志洋、陈向新担任该委员会副书记。

## 沿革
1927年4月27日，中共广州市委在香港成立，吴毅任市委书记。1928年1月上旬，中共广州市委重新成立，季步高为市委委员，1月30日，中共广州市委再次重建。1936年冬，中共广州市委重新建立。后来因故多次解散、撤销，又多次重建。1949年10月14日，中国人民解放军攻占广州后重建至今。

## 职责
根据《中国共产党地方委员会工作条例》，中国共产党地方委员会主要实行政治、思想和组织领导，承担下列职能：
1. 对本地区重大问题作出决策。
2. 通过法定程序使党组织的主张成为地方性法规、地方政府规章或者其他政令。
3. 加强对本地区宣传思想文化工作的领导，牢牢掌握意识形态工作领导权、话语权。
4. 按照干部管理权限任免和管理干部，向地方国家机关、政协组织、人民团体、国有企事业单位等推荐重要干部。
5. 支持和保证人大、政府、政协、法院、检察院、人民团体等依法依章程独立负责、协调一致地开展工作，发挥这些组织中党组的领导核心作用。
6. 加强对本地区群团工作和统一战线工作的领导。
7. 动员、组织所属党组织和广大党员，团结带领群众实现党的目标任务。

## 机构设置
根据《广州市机构改革方案》，中国共产党广州市委员会设置工作机关（副厅局级）15个，工作机关管理的机关（副局正处级）2个。中共广州市委设置下列机构：
- 中共广州市委办公厅

### 职能部门
- 中共广州市委组织部
- 中共广州市委宣传部
- 中共广州市委统一战线工作部
- 中共广州市委政法委员会
- 中共广州市委社会工作部

（市委办公厅挂市档案局牌子；市委组织部挂非公有制经济组织和社会组织工作委员会、市公务员局牌子；市委宣传部挂市政府新闻办公室、市新闻出版局（市版权局）、市电影局牌子；市委统一战线工作部挂市政府侨务办公室牌子）

### 办事机构
- 中共广州市委政策研究室
- 中共广州市委网络安全和信息化委员会办公室
- 中共广州市委外事工作委员会办公室
- 中共广州市委机构编制委员会办公室
- 中共广州市委军民融合发展委员会办公室
- 中共广州市委台湾工作办公室
- 中共广州市委巡察工作领导小组办公室
- 中共广州市委老干部局

（市委全面依法治市委员会办公室设在市司法局。市委国家安全委员会办公室设在市委办公厅。市委财经委员会办公室设在市委政策研究室。市委审计委员会办公室设在市审计局。市委教育工作领导小组办公室设在市教育局。市委农村工作领导小组办公室设在市农业农村局。市委台湾工作办公室挂市人民政府台湾事务办公局。网络安全和信息化委员会办公室挂市互联网信息办公室牌子。市委外事工作委员会办公室与市人民政府外事办公室合署办公。市委军民融合发展委员会办公室挂市人民防空办公室（市民防办公室）牌子。市委老干部局归口市委组织部管理。）

### 派出机关
- 中共广州市委直属机关工作委员会

（市委教育工作委员会与市教育厅合署办公，不计入机构限额。）

### 直属事业单位
- 中共广州市委党校
- 广州日报报业集团
- 广州市社会主义学院
- 中共广州市委党史文献研究室
- 广州市档案馆

（市委党校挂广州行政学院牌子。市委党史文献研究室挂市人民政府地方志办公室（市地方志馆）牌子。）

### 工作机关管理的机关
- 中共广州市委机要局，由市委办公厅管理。
- 中共广州市委保密委员会办公室，由市委办公厅管理。

（市委保密委员会办公室挂市国家保密局牌子。市委机要局挂市国家密码管理局牌子）

## 历届组成人员
中共广州市委书记
- 曾志(陶铸的夫人)

中共广州市委第一书记
- 叶剑英（中共中央华南分局第一书记兼，1949年10月－1952年12月）
- 朱光（代理书记，1949年12月－1952年2月）
- 何伟（第一书记，1952年12月－1954年10月）
- 王德（书记，1954年11月－1965年2月）
- 赵武成（代理第一书记，省委书记处书记，1960年7月－1962年9月）
- 雍文涛（第一书记，省委书记处书记兼，1965年2月－1966年6月）[6]
- 黄荣海（军代表，任至1972年12月）
- 焦林义（代理第一书记，省委常委兼，1966年6月－1968年3月；第一书记，省委常委兼，1972年12月－1979年3月）
- 杨尚昆（省委第二书记兼，1979年3月－1980年11月）
- 梁灵光（省委书记兼，1980年11月－1983年5月）
- 许士杰（1983年5月－1986年11月）
- 谢非 （1986年11月－1988年5月）
- 朱森林（1988年5月－1991年5月）[7]
- 高祀仁（1991年5月－1998年4月）
- 黄华华（1998年4月－2002年9月）
- 林树森（2002年9月－2006年6月）
- 朱小丹（2006年7月－2010年4月）
- 张广宁（2010年4月－2011年12月）
- 万庆良（2011年12月－2014年6月）[8]
- 任学锋（2014年8月－2018年7月）
- 张硕辅（2018年7月－2021年12月）
- 林克庆（2021年12月－2023年6月）
- 郭永航（2023年6月－）

## 外部連結
1. ↑  .   [2019-12-29]. （原始内容存档于2017-01-16）.
2. ↑  许舜达. . 新華社.   [2021-10-17]. （原始内容存档于2021-10-19）.
3. ↑  . 佛冈县电子政务办公室.   [2021-10-17]. （原始内容存档于2021-10-17）.
4. ↑  中共中央. . 中国共产党新闻网.   [2020-12-02]. （原始内容存档于2022-03-09）.
5. ↑  质量云. . 搜狐网新闻. 北京.   [2019-06-12]. （原始内容存档于2019-06-17） （中文（中国大陆））.
6. ↑  . 中共广州市委党史文献研究室. 2020-05-15  [2023-08-13]. （原始内容存档于2023-08-13）.
7. ↑  . 中共广州市委党史文献研究室. 2020-06-01  [2023-08-13]. （原始内容存档于2023-08-13）.
8. ↑  . 澎湃新闻. 2014-08-27  [2023-08-13]. （原始内容存档于2023-08-13）.

- 奧一網網絡問政平台：廣東市委領導料庫